# Persik Kediri
Maillots
Dernière mise à jour : 21 août 2024.
Le Persik Kediri est un club indonésien de football basé à Kediri.

## Histoire
- 2000 : Promotion du club en deuxième division
- 2002 : Promotion du club en première division
- 2003 : Premier titre de champion d'Indonésie

## Palmarès
- Championnat d'Indonésie
  - Champion : 2003, 2006

- Championnat d'Indonésie D2
  - Champion : 2002

- Championnat d'Indonésie D3
  - Champion : 2000

- East Java Governor Cup
  - Vainqueur : 2002, 2005, 2006, 2008, 2015